# Свети мученици Дада и Говделај
Свети мученици Дада и Говделај били су персијски племићи, убијени 368. године због своје вере у Исуса Христа.

## Житије
Персијски цар Шапур II послао је свог штићеника Даду да буде управитељ једне области тадашњег пространог Персијског царства. Цар није знао да је Дада хришћанин, и да ће врло брзо почети да користи свој положај за ширење Христовог учења. Начувши понешто о томе, Шапур у Дадину провинцију шаље свог изасланика Адрамелеха, да подробније испита гласине. Када Адрамелех цару написа да је Дада заиста хришћанин, овај му по свом сину Говделају посла писмени допуст да кажњава и убија свакога за кога открије да је хришћанин.
Убрзо Адрамелех изведе Даду пред суд, где овај не хтеде да се одрекне своје вере. Судије наредише да се наложи велика ломача, и да се у њу баци отпужени. Када је изашао пред ватру, Дада се прекрсти и помоли Богу, и ломача се угаси, а на њеном месту потече вода. Ово је заинтригирало царевог сина Говделаја, који се питао да ли би и њему било дозвољено да чини таква чудеса, ако се одрекне многобоштва и поклони Христу. Он нареди да се наложи још једна ломача, помоли се хришћанском богу и огањ би угашен. Тог тренутка Говделај паде пред Дадине ноге, и исповеди своју веру у Христа, а изасланик Адрамелех нареди да се о овоме извести цар.
Шапур даде извесном Гаргалу да буде судија Говделају и другим хришћанима. Овај нареди четворици мучетеља да Говделаја ишибају чворноватим воловским жилама. Када њих четворица већ беху уморни, дођоше друга четворица, али Говделај издржа све. Тада Гаргал заповеди да се са Говделајовог тела одеру два каиша коже, али краљевић издржа и то. Гаргал се није заустављао, те је наредио да се кроз Говделајеву главу набије шипка — од ува до ува, да му се затим тело искида кукама и удицама, да му се кроз рамена пробију ченгели и да се остави да виси на њима, да му се почупају нокти, да му се кожа на глави одере од врата до темена и да се пребаци напред — преко лица, да му размрскају ноге и да му под пазух ставе усијану ђулад, да га кувају у казану пуном смоле и сумпора, да га разапну на крст и гађају стрелама, да га изгазе коњима и да га пеку на ражњу. Према легенди, Говделај је поднео све и једино тражио да га крсте. Када то беше учињено, он напокон умре. Гаргал нареди да се његово мртво тело растргне коњима, и да се исече мачевима и разбаца на све стране, како би га појели пси. Неки побожни људи сакупили су и сахранили оно што је од принца остало.
Заједно за њим, православна црква 12. октобра обележава и помен на мученика Даду, Говделајеву сестру Каздију, која му је често помагала док га је њихов отац мучио, и неког врача Гаргала (не мучетеља Говделајевог), који је са Говделајем лежао у истој тамници.